# Redmine
Redmine是一個網頁界面的项目管理與缺陷跟蹤管理系統的自由及开放源代码软件工具。它整合了项目管理所需的各項功能：日曆、燃尽图和甘特圖 以協助視覺化表現專案與時間限制，问题跟踪和版本控制。此外，Redmine也可以同時處理多個项目。
Redmine 是以 Ruby on Rails 撰寫的架構，它橫跨多個平台與資料庫，它的設計很明顯是受一些類似功能軟件包的Trac所影響。此外，它也是Bitnami 應用函式庫的一部份。

## 功能
- 多个项目管理
- 具彈性的以角色為基礎的存取控制
- 具彈性的问题跟踪
- 甘特圖和日曆
- 新聞、文件及檔案管理
- RSS Feed 和電子郵件 通知
- 每個项目都可有自己的 wiki
- 每個项目可建立多個討論區
- 簡單的時間追蹤
- 個性化的栏位
- 組態管理 整合 (SVN、CVS、Git、Mercurial、Bazaar或Darcs)
- 多種 輕型目錄訪問協議(LDAP) 認證
- 使用者註冊功能
- 多語言（支持包括中文的PDF导出）
- 多資料庫
- 多種外掛
- REST 應用程式介面 (API)

## 正式採納
Redmine 在 Gentoo Linux Summer 和Ruby中，全世界有超過30個版本。

## 分支
由于在对如何处理来自Redmine社区的反馈和补丁的意见的分歧，一组Redmine的开发者在2011年创建了一个分支，新的分支先被命名成 Bluemine，但隨後又改为ChiliProject，此分支于2015年2月2日宣布，停止开发新版本。

## 外部連結
- 官方网站
- ChiliProject - a Redmine fork
- Redmine app on iPhone（页面存档备份，存于）
- Redmine app on Android Phone（页面存档备份，存于）
- RedmineApp（页面存档备份，存于） - an iPhone app for Redmine